# Toričina
Toričina (lopušnik; lat. lat. Tragus) je biljni rod jednogodišnjeg raslinja (6 vrsta) i trajnica (jedna vrsta; T. koelerioides) iz porodice travovki. Postoji 7 vrsta, od kojih je pet rasprostranjeno po Starom svijetu (Europa, Azija i Afrika), jedna je argentinski endem i jedna je iz Australije i Nove Kasledonije.
U Hrvatskoj je prisutna jedna vrsta, razgranjeni lopušnik ili razgranata toričina, Tragus racemosus, koja je uvezena i u Sjevernu (Maine) i Južnu Ameriku.

## Vrste
1. Tragus andicola M.A.Zapater & Sulekic
2. Tragus australianus S.T.Blake
3. Tragus berteronianus Schult.
4. Tragus heptaneuron Clayton
5. Tragus koelerioides Asch.
6. Tragus mongolorum Ohwi
7. Tragus racemosus (L.) All.